# Scleroctenophora
Scleroctenophora es una clase extinta de ctenóforos que vivió durante el Cámbrico temprano, específicamente en la etapa Cámbrico. Se han encontrado fósiles de estos organismos en los esquistos de Maotianshan, China. 